# Antun Mihanović
Ne doit pas être confondu avec Antun Mihalović.

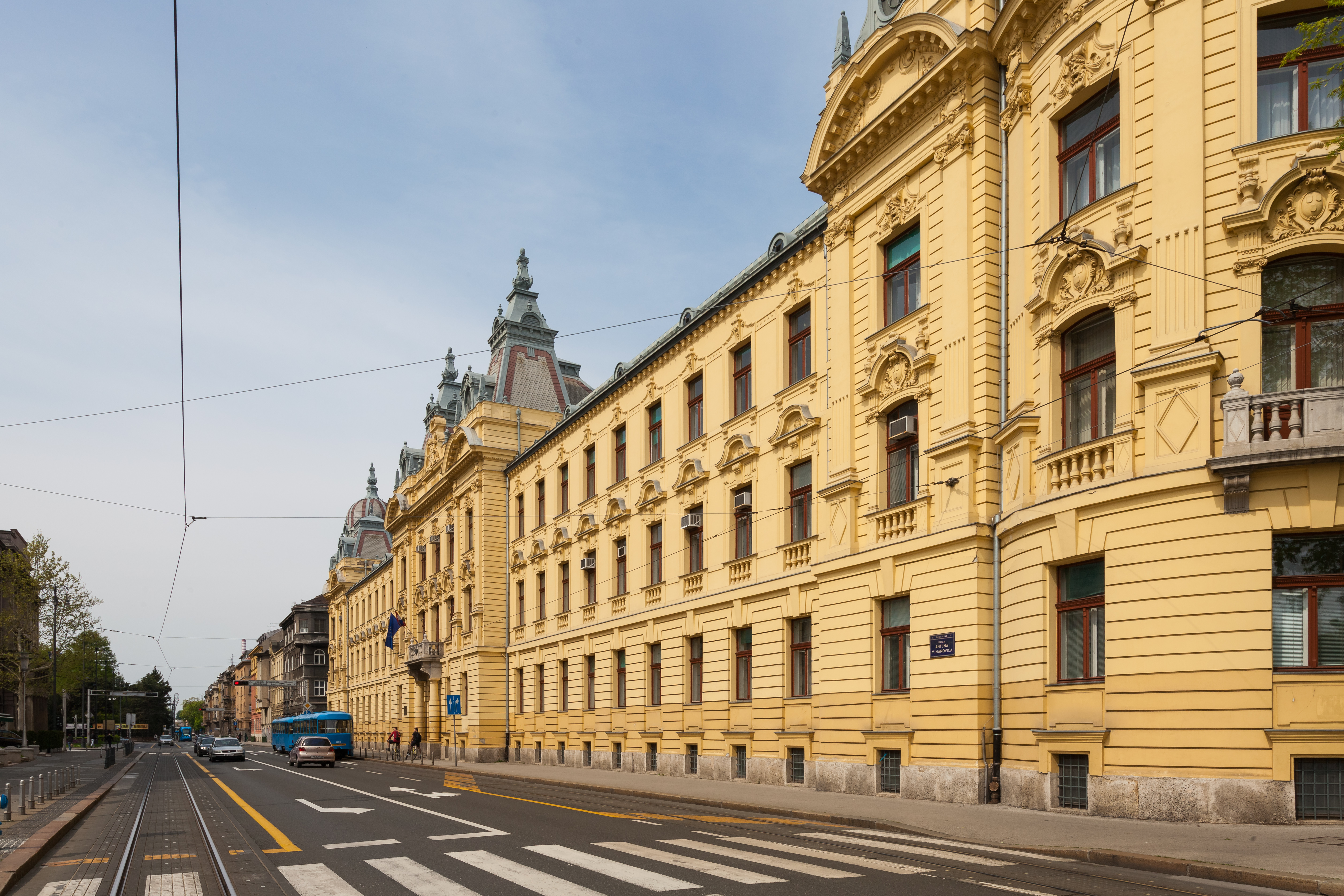
Rue Antun Mihanović dans le centre de Zagreb.

Antun Mihanović (10 juin 1796 à Zagreb – 14 novembre 1861 à Novi Dvori (en) à Zaprešić) est un poète et parolier croate, célèbre pour l'écriture de l'hymne national de la Croatie, mis en musique par Iosif Runjanin et adopté en 1891. A Klanjec, ville à proximité de laquelle il vécut la fin de sa vie, se trouvent un monument qui lui est dédié et un musée exposant ses œuvres.

## Biographie
Mihanović passa sa jeunesse et suivit ses études de philosophie à Zagreb, sa ville natale. Il a ensuite étudié le droit à Vienne. C'est à cette période qu'il développe un intérêt pour sa langue natale, le croate. Il travailla ensuite comme un juge militaire puis s'engagea dans la diplomatie. Il fut consul  Autrichien à Belgrade, Salonique, Smyrne, Istanbul et Bucarest. Il a pris sa retraite en 1858, alors ministre conseiller, et a vécu dans la propriété de Novi Dvori (en), à Zaprešić non loin de Klanjec, jusqu'à sa mort à 65 ans.
Le poème qui deviendra l'hymne croate était Horvatska domovina. Il a d'abord été publié dans le magazine culturel Danica ilirska, n ° 10, édité par Louis Gaj, en 1835. L'hymne lui-même allait devenir connu sous le nom de Lijepa naša (« Notre Belle »), reprenant les deux premiers mots du poème. 
Mihanović a aussi écrit un petit, mais important livre, Rěč domovini o hasnovitosti pisanja vu domorodnom jeziku (« Un mot à la Patrie sur les avantages de l'écriture dans sa langue maternelle »), publié à Vienne en 1815. Les idées contenues dans ce livre sont devenues l'un des fondements du mouvement illyrien.